# J·G·A·波考克
约翰·格倫維爾·阿加德·波考克（英語： 1924年3月7日—2023年12月12日）新西兰政治思想史学家，以研究早期现代共和主义思想、英国普通法史、启蒙时代史学家、史学方法等而知名。波考克生于英格兰，早年居住于新西兰，后移居美国，在约翰霍普金斯大学担任教授。